# Siempre locos
Siempre locos es una comedia dirigida en 1998 por Brian Gibson, sobre una ficticia banda de hard rock de los años setenta llamada Strange Fruit cuyos integrantes intentan volver a reunirse tras haber estado separados durante 20 años.
Está protagonizada por Stephen Rea, Billy Connolly, Bill Nighy, Timothy Spall, Jimmy Nail y Juliet Aubrey.
Fue nominada a 2 Globos de Oro en 1998 fue producida por Amanda Marmot y escrita por Dick Clement, Ian La Frenais

## Sinopsis
Tony Costello (Stephen Rea) ex-tecladista de la banda de rock Strange Fruit, se gana la vida en Ibiza como reponedor de máquinas de preservativos. Un día por casualidad se encuentra con un promotor del Wisbech Rock Festival, que fue precisamente donde el grupo dio su último concierto en 1977, y que le propone una actuación en una nueva edición de dicho festival donde participarán muchas de las bandas que tocaron 20 años antes.
Tony entonces comienza con la ayuda de Karen (Juliet Aubrey), la búsqueda de los demás componentes supervivientes del grupo (ya que el cantante original Keith falleció de sobredosis en 1973). 
Casi todos ellos llevan vidas rutinarias y aburridas totalmente alejadas de la música, a excepción del cantante Ray (Bill Nighy) que aún intenta mantener su imagen y su vida de rockstar pese a que su último disco en solitario fuera del año 1989 y le quede muy poco  del dinero que ganó en sus años de gloria.
Así comienza esta comedia realmente amena y con excelente banda sonora, con temas originales compuestos por, entre otros, gente del calibre de Marti Frederiksen , Glen Ballard, Mick Jones (Foreigner), Chris Difford (Squeeze) y Jeff Lynne (E.L.O.) con sabor al mejor Hard Rock de los 70, donde destacan los temas "The flame still burns" (nominada a los Globos de Oro en la categoría de mejor canción original) y "All over the world".
La película, a pesar de obtener buenas críticas (su otra nominación a los Globos de Oro fue en la categoría de mejor película de Comedia/Musical) y obtener varios premios en el Reino Unido, no tuvo mucha repercusión en la cartelera internacional.

## Banda sonora
En la banda sonora editada por Sire-London-Rhino aparecen los siguientes 14 temas (aunque en la película suenan algunos más como el instrumental "Tequila Mockingbird (Track 1)"
- "THE FLAME STILL BURNS" Strange Fruit with Jimmy Nail. Escrita por Jones / Frederiksen / Difford

- "ALL OVER THE WORLD" Strange Fruit. Escrita por Jones / Frederiksen / Difford

- "WHAT MIGHT HAVE BEEN" Jimmy Nail. Escrita por Ballard / Difford

- "BRIAN'S THEME" Steve Donnelly. Escrita por C. Langer

- "DIRTY TOWN" Strange Fruit. Escrita por Lynne / La Frenais

- "STEALIN" Billy Connoly. Escrita por B. Connoly

- "BLACK MOON" Strange Fruit. Escrita por Pratt / Vyse / Difford

- "LIVE FOR TODAY" Hans Matheson. Escrita por C. Langer

- "BIRD ON A WIRE" Strange Fruit with Jimmy Nail. Escrita por Jones / Frederiksen / Difford

- "IBIZA THEME" 22.33.44. Escrita por C. Langer

- "SCREAM FREEDOM" Strange Fruit. Escrita por Jones / Frederiksen / Difford

- "A WOMAN LIKE THAT" Bernie Marsden. Escrita por Lynne / Vela / La Frenais

- "DANGEROUS THINGS" Strange Fruit. Escrita por Langer / Difford

- "BRIAN'S THEME" (Reprise) Steve Donnelly. Escrita por C. Langer